# Karl Stämpfli
Karl Stämpfli (Bern, 13 februari 1844 - aldaar, 12 juli 1894) was een Zwitsers ondernemer en politicus uit het kanton Bern.

## Biografie
Karl Stämpfli werd geboren in Bern in 1844 in een familie van uitgevers. In 1869 huwde hij met Emma Stämpfli-Studer. Na zijn schooltijd in Bern en een opleiding typografie in Stuttgart ging hij aan de slag in de uitgeverij van zijn familie, die onder zijn leiding sterk zou groeien.
Stämpfli was ook actief op politiek vlak, eerst voor de gematigde liberalen en nadien voor de radicalen. Als politicus genoot hij veel aanzien bij de verschillende partijen. Van 1871 tot 1887 zetelde hij in de stadsraad van Bern. Tussen 1878 en 1890 was hij lid van de Grote Raad van Bern, het kantonnaal parlement. Tussen 1 december 1884 en 3 december 1893 was hij ook lid van de Nationale Raad. Hij was tevens bestuurder bij de Kantonale Bank van Bern.
Stämpfli overleed in 1894, op 50-jarige leeftijd, waarna zijn echtgenote Emma Stämpfli-Studer de leiding over de uitgeverij op zich nam.